# Instituto de Ciencias de la Atmósfera y Cambio Climático
El Instituto de Ciencias de la Atmósfera y Cambio Climático (antes Centro de Ciencias de la Atmósfera) es un instituto de investigación científica, perteneciente la Universidad Nacional Autónoma de México, dedicado al estudio básico y aplicado de las ciencias atmosféricas y ambientales. Fue fundado como Centro de Ciencias de la Atmósfera en 1977 por el científico mexicano Julián Adem. En septiembre de 2021, la directora del Centro de Ciencias de la Atmósfera Telma Castropresentó ante el consejo universitario la propuesta de transformación a instituto, dando origen al hoy conocido como Instituto de Ciencias de la Atmósfera y Cambio Climático. La sede del instituto se ubica en el campus Ciudad Universitaria en la Ciudad de México.

## Objetivo
El Instituto de Ciencias de la Atmósfera y Cambio Climático tiene como objetivo desarrollar y promover las ciencias atmosféricas y del cambio climático en México mediante la generación de conocimiento y la formación de recursos humanos especializados en las diferentes áreas que las conforman, con un enfoque integral e interdisciplinario.

## Proyectos
El Instituto de Ciencias de la Atmósfera y Cambio Climático coordina cuatro proyectos de largo alcance en México:
- La Red Universitaria de Observatorios Atmosféricos (RUOA), que busca otorgar información atmosférica relevante y confiable para dar solución a problemas de contaminación atmosférica, cambio climático, seguridad alimentaria, recursos hídricos, entre otros.[7]
- La Unidad de Informática para las Ciencias Atmosféricas y Ambientales (UNIATMOS),[8] que genera el Atlas Climático de México, un proyecto interactivo de visualización de datos sobre el clima de México.
- El Programa de Estaciones Meteorológicas del Bachillerato Universitario (PEMBU), que vincula las funciones de docencia e investigación, las dependencias y los niveles educativos de la UNAM, con los subsistemas del Bachillerato y de investigación científica.
- La Red Mexicana de Aerobiología que muestra los principales tipos polínicos y sus niveles de concentración presentes en el aire a lo largo del año.[9]

## Pronósticos
El Instituto de Ciencias de la Atmósfera y Cambio Climático realiza pronósticos con fines pedagógicos y de investigación. Los pronósticos disponibles son:
- Meteorológico.
- Oleaje.
- Marea de tormenta.
- Dispersión de cenizas.
- Calidad del aire.

Se pueden consultar en la página web del grupo de investigación Interacción Océano-Atmósfera (http://grupo-ioa.atmosfera.unam.mx/pronosticos/index.php).

## Reconocimientos
- En octubre de 2014, el proyecto Atlas Climático de México fue reconocido con el Premio a la Excelencia en Aplicación Geoespacial por parte de la revista Geospatial World.[11][12]